# Blizsnigyilok
Blizsnyigyilok (ukránul: Ділок) falu Ukrajnában, Kárpátalján, a Huszti járásban.

## Fekvése
Herincsétől délre fekvő település.

## Története
2020-ig Herincséhez tartozott. 

## Népesség
302 lakosa van.

| 2001 | 302 |